# أوغوستين إيغوافون
أوغوستين إيغوافون (بالإنجليزية: Augustine Eguavoen) (مواليد 19 أغسطس 1965) هو لاعب كرة قدم. يلعب مع منتخب نيجيريا لكرة القدم. سبق له أن لعب في كأس العالم لكرة القدم مع منتخب بلاده.

## روابط خارجية
- أوغوستين إيغوافون على موقع الاتحاد الدولي (مؤرشف)  (الإنجليزية)
- أوغوستين إيغوافون على موقع قاعدة بيانات كرة القدم.إي يو (الإنجليزية)
- أوغوستين إيغوافون على موقع ناشيونال فوتبول تيمز (الإنجليزية)
- أوغوستين إيغوافون على موقع Soccerway.com (الإنجليزية)
- أوغوستين إيغوافون على موقع عالم كرة القدم.نت (الإنجليزية)
- أوغوستين إيغوافون على موقع كووورة
- أوغوستين إيغوافون على موقع أوليمبيديا (الإنجليزية)